# Schwäbisch Gmünd
Schwäbisch Gmünd är en stad i Ostalbkreis i regionen Ostwürttemberg i Regierungsbezirk Stuttgart i förbundslandet Baden-Württemberg i Tyskland vid Neckars biflod Rems, ostnordost om Stuttgart.
Staden ingår i kommunalförbundet Schwäbisch Gmünd tillsammans med staden Heubach och kommunerna Waldstetten.
Gmünd var tidigare känt för sin tillverkning av guld- och silverarbeten, ur och optiska instrument. Stadskärnan ger med sina delvis bibehållna stadsmurar och torn och gamla hus ett ålderdomligt intryck. Bland kyrkorna märks främst den 1351 påbörjade Heligkorskyrkan. Dess vackra portalskulpturer är tillverkade av Heinrich Parler den äldre.